# Liste der Kulturdenkmale in Weddelbrook
In der Liste der Kulturdenkmale in Weddelbrook sind alle Kulturdenkmale der schleswig-holsteinischen Gemeinde Weddelbrook (Kreis Segeberg) aufgelistet (Stand: 10. März 2025).

## Legende
In den Spalten befinden sich folgende Informationen:
- Objekt-ID: die Nummer des Kulturdenkmales
- Lage: die Adresse des Kulturdenkmales und die geographischen Koordinaten. Kartenansicht, um Koordinaten zu setzen. In der Kartenansicht sind Kulturdenkmale ohne Koordinaten mit einem roten Marker dargestellt und können in der Karte gesetzt werden. Kulturdenkmale ohne Bild sind mit einem blauen Marker gekennzeichnet, Kulturdenkmale mit Bild mit einem grünen Marker.
- Offizielle Bezeichnung: Bezeichnung des Kulturdenkmales
- Beschreibung: die Beschreibung des Kulturdenkmales
- Bild: ein Bild des Kulturdenkmales

## Bauliche Anlagen
| Objekt-ID      | Lage                                                | Offizielle Bezeichnung    | Beschreibung | Bild            |
| -------------- | --------------------------------------------------- | ------------------------- | --- | --------------- |
| 9219 Wikidata  | Glückstädter Straße 23 (53° 54′ 6″ N, 9° 49′ 28″ O) | Weddelbrooker Wassermühle | Alteintragung (Aktualisierung vorgesehen) - Begründung: Alteintragung (Aktualisierung vorgesehen) - Schutzumfang: Alteintragung (Aktualisierung vorgesehen) - Denkmaltyp: Bauliche Anlage                                                                                             | Fotos hochladen |
| 24664 Wikidata | Glückstädter Straße 23 (53° 54′ 6″ N, 9° 49′ 28″ O) | Mühlenwehr                | Alteintragung (Aktualisierung vorgesehen) - Begründung: Alteintragung (Aktualisierung vorgesehen) - Schutzumfang: Alteintragung (Aktualisierung vorgesehen) - Denkmaltyp: Bauliche Anlage                                                                                             | Fotos hochladen |
| 11017          | Mönkloher Berg (53° 53′ 35″ N, 9° 49′ 23″ O)        | Granitbrücke              | Granitbrücke; wohl 18. Jh.; Wegbrücke über den Kesselgraben aus behauenen Granitblöcken, größeren Feldsteinen, sowie langen Granitblöcken als Decklage - Begründung: geschichtlich, technisch, Kulturlandschaft prägend - Schutzumfang: gesamtes Objekt - Denkmaltyp: Bauliche Anlage | BW              |

## Quelle
- Liste der Kulturdenkmale in Schleswig-Holstein – Kreis Segeberg

- Karte mit allen Koordinaten:
- OSM |
- WikiMap